# Sphiximorpha
Sphiximorpha – rodzaj muchówek z rodziny bzygowatych i podrodziny Eristalinae.

## Morfologia
Muchówki te mają wysmuklone ciało ubarwione czarno z żółtymi przepaskami. Głowa jest szersza od tułowia. Oczy złożone są nieowłosione; samce są holoptyczne, a samice dychoptyczne. Na twarzy znajduje się słabo rozwinięty guzek lub brak go zupełnie. Wzgórek czołowy jest znacznie krótszy niż jego szerokość u podstawy, krótszy od pierwszego członu czułków. Przednie jamki tentorialne są duże lub głębokie. Włoski na tułowiu są stosunkowo długie. Anepisternum oddzielone jest od anepimeronu rejonem błoniastym. Basisternum jest wyższe niż szerokie, z niemal prostą krawędzią grzbietową i parą trójkątnych wypustek na krawędzi brzusznej. Mostek zabiodrowy zatułowia jest niekompletny. Owłosienie zapiersia jest długie i pozbawione modyfikacji. Łuseczka skrzydłowa ma szereg krótkich i dość gęstych włosków. Przednia para odnóży ma mniej więcej tak szerokie jak długie biodra z krótkim rowkiem po stronie grzbietowej. Odwłok jest wydłużony, walcowaty i tylko trochę przewężony u podstawy. Włoski na tergitach odwłoka są dość długie. Pierwszy tergit pozbawiony jest nabrzmiałości, drugi tergit jest nieco dłuższy niż szeroki, a pierwszy sternit ma kształt podługowato-owalny. Genitalia samca mają wydłużone i trójkątne przysadki odwłokowe. Surstylus ma wydłużony płat grzbietowy z włoskami i szczecinkami oraz duży, zaokrąglony do prostokątnego płat brzuszno-nasadowy. Okrągłe epandrium ma na stronie brzusznej duży obszar błoniasty. Szerokie hypandrium ma zaokrąglony płat górny i krótką lingulę.

## Ekologia i występowanie
Larwy są saproksyliczne, przechodzą rozwój w uszkodzonych lub próchniejących pniach drzew. Owady dorosłe żerują na nektarze różnych kwiatów.
Rodzaj ten ma zasięg kosmopolityczny. Znany jest ze wszystkich krain zoogeograficznych. Na zachodzie Palearktyki, w tym w Polsce występuje tylko jeden gatunek, Sphiximorpha subsessilis.

## Taksonomia
Takson ten wprowadzony został po raz pierwszy w 1850 roku przez Camilla Róndaniego. Zalicza się do niego 11 opisanych gatunków:
- Sphiximorpha barbipes (Loew, 1853)
- Sphiximorpha binominata (Verrall, 1901)
- Sphiximorpha fruhstorferi (de Meijere, 1908)
- Sphiximorpha fulvescens (Brunetti, 1915)
- Sphiximorpha gariboldi Rondani, 1860
- Sphiximorpha hiemalis Ricarte, Nedeljković & Hancock, 2012
- Sphiximorpha petronillae Rondani, 1850
- Sphiximorpha rachmaninovi (Violovitsh, 1981)
- Sphiximorpha subsessilis (Illiger in Rossi, 1807)
- Sphiximorpha triangulifera (Brunetti, 1913)
- Sphiximorpha worelli (Bradescu, 1972)